# Agnello (vescovo di Telese)
Agnello (fl. V secolo) è stato un vescovo italiano, vissuto nel V secolo.

## Biografia
Agnello è il secondo vescovo di Telesia di cui si ha notizia.
Il vescovo Agnellus Telesinus viene citato nei documenti del concilio romano, indetto da papa Felice III nell'anno 487 al fine di risolvere la grave situazione in cui versava la Chiesa Africana, afflitta dalle scorrerie dei barbari.
A questa assemblea parteciparono quaranta vescovi italiani, quattro vescovi africani e settantasei sacerdoti. Il vescovo Agnello è citato nella lista dei quarantaquattro vescovi intervenuti, alla sesta riga dell'elenco, fra Erennio vescovo di Porto e Urbano vescovo di Foligno.